# Dicentra
Dicentra is een geslacht van acht soorten kruidachtige planten met bijzonder gevormde bloemen en fijn gedeelde bladeren, van nature voorkomend in Oost-Azië en Noord-Amerika. De bekendste soort uit dit geslacht is Dicentra spectabilis, bekend onder de Nederlandse naam gebroken hartje.

## Beschrijving
Bloemen hebben twee kleine kelkblaadjes en vier kroonbladeren. De bloemen zijn tweezijdig symmetrisch: de twee buitenste kroonbladeren staan gespoord of als een zakje op de bodem en naar buiten of naar achteren gevouwen bij de top, en de twee binnenste met of zonder een kammetje op de top. Binnen Dicentra staan alle bladeren in een rozet en alle bloemen op een bladloze stengel. In andere genera met bisymmetrische hartvormige bloemen (Lamprocapnos, Dactylicapnos, Ichtyoselmis, Ehrendorferia), groeien bladeren zowel op steeltjes als op de wortels. Elk van de twee samengestelde meeldraden bestaat uit twee zijmeeldraden gefuseerd met een middenmeeldraad. De meeldraad en stamper staan tussen de twee binnenste kroonbladeren.
Alle delen zijn giftig als zij ingenomen worden.

## Taxonomie

### Huidige soorten
Het geslacht Dicentra bevat planten waarvan bloemen en bladeren direct vanuit de wortels op een stam groeien. Voorheen waren soorten met vertakte stammen ook in het geslacht opgenomen, maar die zijn verplaats naar andere genera.
| Afbeelding | Wetenschappelijke naam               | Verspreiding                                                                             |
| ---------- | ------------------------------------ | ---------------------------------------------------------------------------------------- |
|            | Dicentra canadensis (Goldie) Walp.   | oostelijk Noord-Amerika.                                                                 |
|            | Dicentra cucullaria (L.) Bernh.      | oostelijk Noord-Amerika, met een afzonderlijke populatie op het Columbia-plateau         |
|            | Dicentra eximia (Ker-Gawl.) Torr.    | Appalachen                                                                               |
|            | Dicentra formosa (Haw.) Walp.        | Pacifische kust van Noord-Amerika                                                        |
|            | Dicentra nevadensis Eastw.           | Sierra Nevada toppen van Tulare en Fresno Counties, endemisch in centraaloost-Californië |
|            | Dicentra pauciflora S. Wats.         | Oregon en Californië                                                                     |
|            | Dicentra peregrina (Rudolphi) Makino | Japan, de Koerilen, Sachalin, en Noordoost-Siberië                                       |
|            | Dicentra uniflora Kellogg            | westelijke Verenigde Staten                                                              |

De volgende soortnamen zijn synoniemen voor de hierboven genoemde namen:
- Dicentra lachenaliaeflora Ledeb. = Dicentra peregrina
- Dicentra oregana Eastw. = Dicentra formosa subsp. oregana
- Dicentra pusilla Siebold  &  Zucc. = Dicentra peregrina

### Hybriden en cultivars

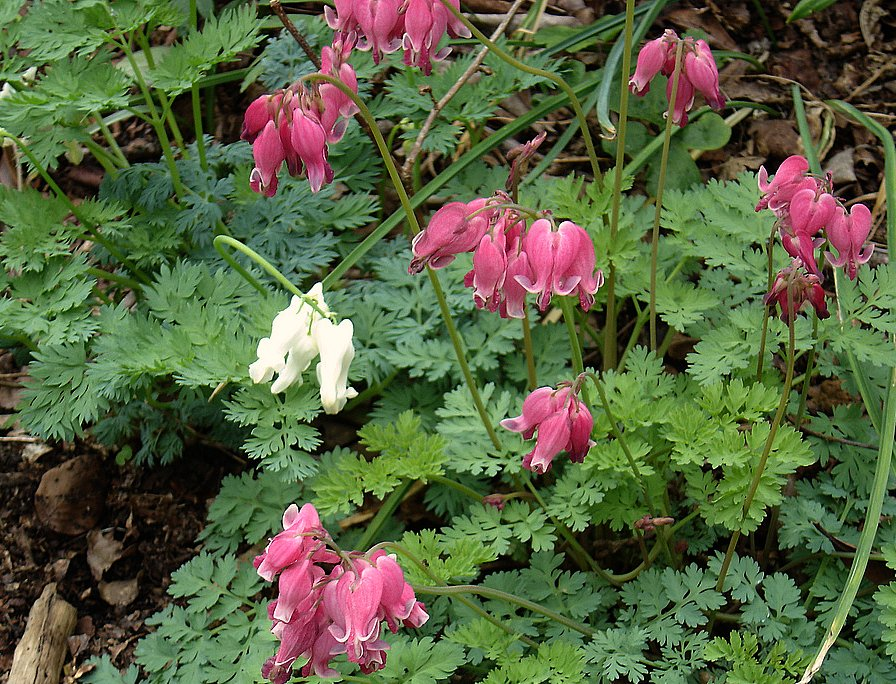
Twee hybridesoorten: Dicentra 'King of Hearts' (donkerroze) en Dicentra 'Ivory Hearts' (wit)

Er zijn verscheidene hybrides en cultivars met Dicentra eximia, Dicentra formosa, en Dicentra peregrina, waaronder:
- Dicentra 'Aurora' — Dicentra formosa × Dicentra eximia — witte bloemen
- D. formosa 'Bacchanal'[2]  — donkerrood
- Dicentra 'Ivory Hearts' — Dicentra peregrina × Dicentra eximia 'Alba' — wit
- Dicentra 'King of Hearts' — Dicentra peregrina × (Dicentra formosa subsp. oregana × Dicentra eximia)
- D. formosa 'Langtrees'[3]
- Dicentra 'Luxuriant'[4]  — Dicentra formosa × Dicentra eximia × Dicentra peregrina
- Dicentra 'Queen of Hearts'[5]
- Dicentra 'Stuart Boothman'[6]

### Voormalige soorten
De genera Dactylicapnos, Ichtyoselmis, Ehrendorferia en Lamprocapnos werden voorheen beschouwd als subgenera van Dicentra, maar zijn aangetoond niet tot dit geslacht te behoren.
- Dactylicapnos Wall. (14 soorten kruidachtige klimmers met gele bloemen, Himalaya tot Zuidwest-China)
  - Dactylicapnos burmanica (K.R.Stern) Lidén
  - Dactylicapnos grandifoliolata Merrill (Dicentra paucinervia K.R.Stern)
  - Dactylicapnos lichiangensis (Fedde) Hand.-Mazz.
  - Dactylicapnos macrocapnos (Prain) Hutchinson
  - Dactylicapnos roylei (Hook.f.  &  Th.) Hutchinson
  - Dactylicapnos scandens (D.Don) Hutchinson
  - Dactylicapnos schneideri (Fedde) Lidén  
  - Dactylicapnos gaoligongshanensis Lidén
  - Dactylicapnos torulosa (Hook.f. & Th.) Hutchinson (Dicentra wolfdietheri Fedde)
  - Dactylicapnos cordata Lidén
- Ehrendorferia Lidén (2 soorten rechtopstaande, robuuste, kruidachtige, meerjarige planten met gele of crème rechtopstaande bloemen, Noordwest-Amerika)
  - Ehrendorferia ochroleuca (Engelm.) Lidén = Dicentra ochroleuca Engelm.
  - Ehrendorferia chrysantha (Hook. & Arn.) Lidén. = Dicentra chrysantha Hook. & Arn.
- Ichtyoselmis Lidén (1 soort grote, kruidachtige, meerjarige plant met gezaagde blaadjes en grote afhangende crèmekleurige bloemen, China, Birma)
  - Ichtyoselmis macrantha (Oliver) Lidén
- Lamprocapnos Endlicher (1 soort kruidachtige meerjarige met grote roze bloemen in horizontale trossen, Noordoost-China, Korea)
  - Lamprocapnos spectabilis (L.) Fukuhara gebroken hartje = Dicentra spectabilis Lem.